# Il carnevale di Venezia (film 1928)
Il carnevale di Venezia è un film muto del 1928 diretto da Mario Almirante.

## Trama
Venezia. Jefferson, ricco americano, acquista all'asta l'antica dimora del duca Morosin in difficoltà economiche. Alla vendita assiste commossa Gabriella, cui da bambina la madre aveva parlato di quel sontuoso palazzo. Nell'occasione incontra casualmente Germaine, che cerca di farsi sposare da Jefferson, e le due giovani fanno amicizia. Poco dopo Gabriella si fidanza con Giorgio, ma in seguito costui l'abbandona a parte per Aix-les-Bains. Germaine parte anche lei per la località termale, sempre seguendo Jefferson, a si fa accompagnare da Gabriella, che scopre il vizio del gioco di Giorgio e, in lacrime, viene confortata da Jefferson che non conosce la sua identità.
Germaine ospita la disperata Gabriella e in tal modo Jefferson incontra di nuovo la sconosciuta che aveva visto in lacrime. Prima la assume come assistente e poi se ne innamora. Tornati tutti a Venezia, il caso vuole che durante il Carnevale il duca Morosin riconosca in Gabriella il frutto di un amore giovanile del suo defunto figlio che egli aveva contrastato. Pentito, accoglie la ragazza nella famiglia e Gabriella, diventata adesso duchessa Morosin, può sposare Jefferson. Anche il palazzo nobiliare è salvo.

## Produzione
Il Carnevale di Venezia fu una delle 6 pellicole realizzate per la stagione cinematografica 1927-1928 dalla S.A.S.P. di Stefano Pittaluga, al tempo rimasta la più importante società italiana di produzione cinematografica dopo la profonda crisi che aveva interessato tale settore nel dopoguerra, suscitando sin dall'inizio del decennio ricorrenti, quanto vane, richieste di un suo rilancio (nella prosa del tempo definita come una "rinascita"). 

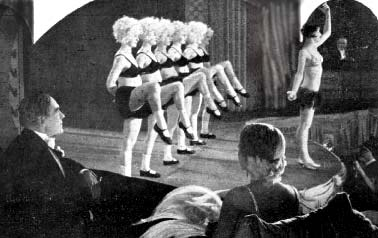
Fotogramma del film

Sul finire degli anni venti i commentatori si dividevano tra coloro che appoggiavano l'azienda torinese, definendola «l'equivalente della nostra "Paramount" che produce in un anno solo 6 films, ma meglio che niente» ed altri che - come Blasetti ed il gruppo raccolto attorno alla rivista cinematografo - accusavano proprio Pittaluga di essere uno dei maggiori responsabili della crisi in quanto titolare di un'azienda i cui bilanci dipendevano largamente dall'import di pellicole straniere, soprattutto americane., puntando come alternativa sulla romano- fiorentina "I.C.S.A.", che poi invece non avrà successo.
In questa situazione  Il Carnevale di Venezia fu visto come un fattore «di quella ripresa della cinematografia italiana auspicata ed appoggiata da nazione e Governo di cui la Pittaluga s'è messa alla testa [che] per il nome degli interpreti, per il soggetto e per la cura con cui è stato studiato ed allestito segnerà una nuova tappa nella nostra [italiana n.d.r.] produzione». In effetti il film ebbe una preparazione impegnativa e la lavorazione durò oltre due mesi, con interni girati nei 3 stabilimenti di cui la S.A.S.P. disponeva a Torino, tutti in vario modo provenienti dalle aziende già appartenenti alla fallita U.C.I., rilevata  da Pittaluga nel 1926.
Per gli esterni si allestì nella città lagunare un apposito impianto di gruppi elettrogeni per le scene notturne e si impegnarono notevoli risorse per i costumi e le comparse, come già era accaduto l'anno precedente per la produzione francese di Casanova. Si ricorse a due dei migliori operatori italiani quali Arata e Terzano.
L'impegno riguardò anche la parte artistica: per la regia si volle richiamare dalla Germania, dove s'era trasferito a lavorare, Righelli, che però rifiutò l'incarico, sostituito da Almirante; dalla Germania rientrò anche l'interprete Maria Jacobini, come fecero. sempre per la S.A.S.P. altri cineasti scritturati nello stesso periodo per altre pellicole. Confidando in una distribuzione internazionale alcuni altri ruoli vennero affidati ad attori ed attrici esteri a quel tempo noti come l'inglese Malcom Tod e la francese Josyane, nome d'arte di Marcelle Leroux.

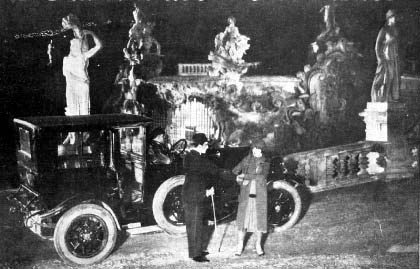
Fotogramma del film

La lavorazione terminò nel dicembre 1927 e la pellicola fu approvata (non senza qualche  taglio di scene di bagnanti al Lido di Venezia ritenute eccessivamente discinte) dalla censura il 31 dicembre 1927 (visto numero 23904) venendo proiettata per la prima volta il 2 gennaio 1928.

## Accoglienza
Attorno al Carnevale di Venezia si accese una disputa che andò al di là del valore artistico del film e coinvolse non soltanto i commentatori, ma lo stesso soggettista Pier Angelo Mazzolotti. Da un lato vi fu chi lo ritenne «un successo assoluto, espressione di una commedia sana e buona e che è pura espressione di italianità che accomuna umorismo schietto e sentimento profondo [per cui] riassume in sé le migliori caratteristiche del film internazionale che piace a tutti i pubblici ed infatti le relazioni che provengono dalle varie città sono di esaltazione del nuovissimo capolavoro», per quanto oggi non si disponga, come per tutte le opere di quegli anni, di dati economici ufficiali.
Ma altri commenti rimproverarono al film di «rappresentare un patrizio italiano come un pitocco, mentre l'eroe del film avrebbe dovuto essere un ardito pioniere italiano [ed] inoltre in questo film Venezia è dimenticata». E vi fu chi protestò, chiedendo «come mai non ci è resi conto che creando un americano prodigo ed un veneziano decaduto si veniva involontariamente ad abbassare la dignità italiana?».

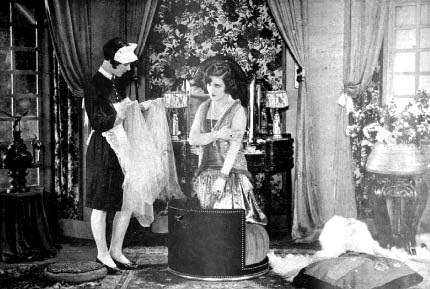
Maria Jacobini in una scena del film

L'emergere di una critica al film che pur riconoscendone la qualità scenografica con immagini notturne in Laguna definite «sontuose», lo contestò da un punto di vista "nazionalista", indusse Mazzolotti a prendere le distanze dalla trasposizione del suo soggetto. In una lettera inviata a diversi quotidiani di ispirazione fascista come L'Impero, Il Tevere o La Tribuna egli informò di non aver voluto partecipare alla stesura dei titoli e di aver chiesto a Pittaluga di eliminare il suo nome dall'opera, giudicandola in contrasto con il suo soggetto, ma che ciò non era stato possibile in quanto la distribuzione era già partita: a scusante dell'accaduto aggiungeva che «la mia vita di cittadino, di ufficiale decorato, è ben nota a tutti gli ambienti fascisti della mia città».
Ciononostante la polemica non si placò facilmente, restando concentrata più sul significato del racconto che sul dato artistico. I detrattori considerarono  «insignificanti ed anticinematografici soggetto e sceneggiatura; in Italia l'autore cinematografico ancora non esiste», oppure scrissero che «la bellezza degli ambienti veneziani e la bravura degli artisti non possono nascondere il senso di disagio che si prova a considerare la scarsa simpatia in cui sono tenute le nostre [italiane n.d.r.] realtà», mentre alcune testate scelsero semplicemente di ignorare l'uscita di un film pur così ampiamente pubblicizzato. L'insistenza di alcuni attacchi indusse la produzione a ritirare temporaneamente il film per effettuarne una revisione che portò, tra l'altro, a rinominare il personaggio dell'americano Jefferson con il cognome italiano di Albani.
Al contrario, i difensori del film lamentarono che «si parla di rinascita del cinema italiano che si deve intendere anche per ciò che porta nel mondo le parole, lo spirito, la vita italiana, giacché un uomo e un partito l'hanno messo in felice condizione in faccia al mondo e l'Italia cinematografica non ha torto a convergere sguardi e speranze nella Pittaluga che saprà presto darci il film perfetto». Altri accusarono i detrattori di «scagliarsi come energumeni contro quei volenterosi che fanno il possibile per sorreggere la produzione italiana; il capitale, già istintivamente diffidente, non ne sarà certo incoraggiato».
Gli aspetti artistici del film, messi in secondo piano dalla polemica del tempo, non sono oggi più valutabili, in quanto Il Carnevale di Venezia è considerato un film perduto, risultandone disponibile e visibile presso la Cineteca Nazionale soltanto il "trailer" .